# Place du Pont-Neuf
Place du Pont-Neuf je náměstí v Paříži. Nachází se v 1. obvodu. Je pojmenované podle nejstaršího pařížského mostu Pont Neuf.

## Poloha
Náměstí se rozkládá mezi Square du Vert-Galant a Pont Neuf na západním okraji ostrova Cité.

## Významné stavby
- Jezdecká socha Jindřicha IV. uprostřed náměstí